# Reprezentacja Rosji na Mistrzostwach Świata w Narciarstwie Klasycznym 2009
Reprezentacja Rosji na Mistrzostwach Świata w Narciarstwie Klasycznym 2009 liczyła 33 sportowców. Reprezentacja ta zdobyła 2 srebrne medale i 1 brązowy, dzięki czemu zajęła 11. miejsce w klasyfikacji medalowej.

## Medale

### Złote medale
Brak

### Srebrne medale
- Biegi narciarskie mężczyzn, 50 km techniką dowolną: Maksim Wylegżanin
- Biegi narciarskie kobiet, 30 km techniką dowolną: Jewgienija Miedwiediewa

### Brązowe medale
- Biegi narciarskie mężczyzn, sprint techniką dowolną: Nikołaj Moriłow

## Wyniki

### Biegi narciarskie mężczyzn
Sprint
- Nikołaj Moriłow - 3. miejsce, brązowy medal
- Aleksiej Pietuchow - 9. miejsce
- Wasilij Roczew - 11. miejsce
- Anton Gafarow - 42. miejsce (odpadł w kwalifikacjach)

Sprint drużynowy
- Andriej Parfionow, Nikita Kriukow - 4. miejsce

Bieg na 15 km
- Wasilij Roczew - 19. miejsce
- Siergiej Nowikow - 25. miejsce
- Aleksandr Kuzniecow - 43. miejsce
- Maksim Wylegżanin - 45. miejsce

Bieg na 30 km
- Aleksandr Legkow - 4. miejsce
- Maksim Wylegżanin - 24. miejsce
- Siergiej Nowikow - 46. miejsce
- Iwan Artiejew - 52. miejsce

Bieg na 50 km
- Maksim Wylegżanin - 2. miejsce, srebrny medal
- Aleksandr Legkow - 18. miejsce
- Jewgienij Diemientjew - 22. miejsce
- Iwan Artiejew - 36. miejsce

Sztafeta 4 × 10 km
- Siergiej Nowikow, Wasilij Roczew, Aleksandr Legkow, Jewgienij Diemientjew - 11. miejsce

### Biegi narciarskie kobiet
Sprint
- Natalja Matwiejewa - 4. miejsce
- Natalia Korostielowa - 11. miejsce
- Natalja Naryszkina - 36. miejsce (odpadła w kwalifikacjach)
- Alona Sidko - 44. miejsce (odpadła w kwalifikacjach)

Sprint drużynowy
- Jewgienija Szapowałowa, Natalja Matwiejewa - 9. miejsce

Bieg na 10 km
- Olga Roczewa - 11. miejsce
- Alona Sidko - 17. miejsce
- Tatjana Jambajewa - 19. miejsce
- Olga Tiagai - 21. miejsce

Bieg na 15 km
- Jewgienija Miedwiediewa - 12. miejsce
- Olga Roczewa - 27. miejsce
- Julija Czepałowa - 30. miejsce
- Olga Zawiałowa - 34. miejsce
- Natalia Korostielowa - 36. miejsce

Bieg na 30 km
- Jewgienija Miedwiediewa - 2. miejsce, srebrny medal
- Olga Zawiałowa - 13. miejsce
- Julija Czepałowa - 20. miejsce
- Tatjana Jambajewa - 33. miejsce

Sztafeta 4 × 5 km
- Alona Sidko, Olga Roczewa, Julija Czepałowa, Jewgienija Miedwiediewa - 8. miejsce

### Kombinacja norweska
Gundersen HS 134 / 10 km
- Siergiej Maslennikow - 42. miejsce
- Iwan Panin - 43. miejsce
- Anton Kamieniew - 45. miejsce
- Nijaz Nabiejew - 48. miejsce

Start masowy (10 km + 2 serie skoków na skoczni K90)
- Siergiej Maslennikow - 20. miejsce
- Anton Kamieniew - 43. miejsce
- Iwan Panin - 46. miejsce
- Konstantin Woronin - 54. miejsce

Gundersen (1 seria skoków na skoczni K90 + 10 km)
- Siergiej Maslennikow - 29. miejsce
- Konstantin Woronin - 47. miejsce
- Anton Kamieniew - 48. miejsce
- Iwan Panin - nie wystartował

Kombinacja drużynowa
- Anton Kamieniew, Nijaz Nabiejew, Siergiej Maslennikow, Iwan Panin - 10. miejsce

### Skoki narciarskie mężczyzn
Normalna skocznia indywidualnie HS 100
- Dmitrij Wasiljew - 10. miejsce
- Dienis Korniłow - 20. miejsce
- Ilja Roslakow - 28. miejsce
- Dmitrij Ipatow - odpadł w kwalifikacjach

Duża skocznia indywidualnie HS 134
- Dmitrij Wasiljew - 7. miejsce
- Dienis Korniłow - 22. miejsce
- Pawieł Karielin - 32. miejsce
- Ilja Roslakow - 44. miejsce

Duża skocznia drużynowo HS 134
- Dienis Korniłow, Pawieł Karielin, Ilja Roslakow, Dmitrij Wasiljew - 9. miejsce